# Praia do Campeche
Vista da praia
A praia do Campeche é uma praia oceânica situa-se no bairro de mesmo nome, em Florianópolis, no estado brasileiro de Santa Catarina. Fica entre a praia da Joaquina e a praia do Morro das Pedras, na Ilha de Santa Catarina. Exatamente em frente à praia fica a ilha do Campeche, que deu nome tanto à praia quanto ao bairro.
A região das dunas próximas ao Campeche fazem parte de uma área de preservação. A praia e seus atrativos naturais atraíram moradores à região, que passou por um processo de expansão e supervalorização imobiliária na última década.
Com o desenvolvimento, alguns problemas de infraestrutura têm mudado o perfil do bairro, com a falta de saneamento e as construções irregulares colocando em risco a preservação ambiental da praia, levando a problemas de balneabilidade. Nos últimos anos, tem se iniciado a criação de uma rede de esgotamento sanitário.

## Características
A Praia do Campeche é a maior em extensão do sul da Ilha, atraindo um grande número de banhistas no verão. Por ser uma praia oceânica, seu mar possui muitas ondas fortes e água gelada, características de outras várias praias oceânicas de Florianópolis. 
Tecnicamente, poderia ser considerada continuação da praia da Joaquina, visto que não há uma fronteira ou divisão entre ambas, mas culturalmente as duas são separadas, com a Joaquina mais próxima das dunas e o Campeche, do bairro. 
Outras divisões da praia surgiram com os anos com a recente explosão imobiliária: o Riozinho, trecho que ficou famoso no início da década de 2010, e o Novo Campeche, o trecho da praia ao norte que ganhou mais destaque com a aproximação da zona urbana, além do Pico da Cruz, trecho mais próximo a Joaquina e ao Rio Tavares e considerado a praia deste bairro.

Seu acesso é pela rodovia SC-405 e pela Avenida Pequeno Príncipe, batizada em homenagem a obra de Saint-Exupéry, que visitou a região na primeira metade do século XX.

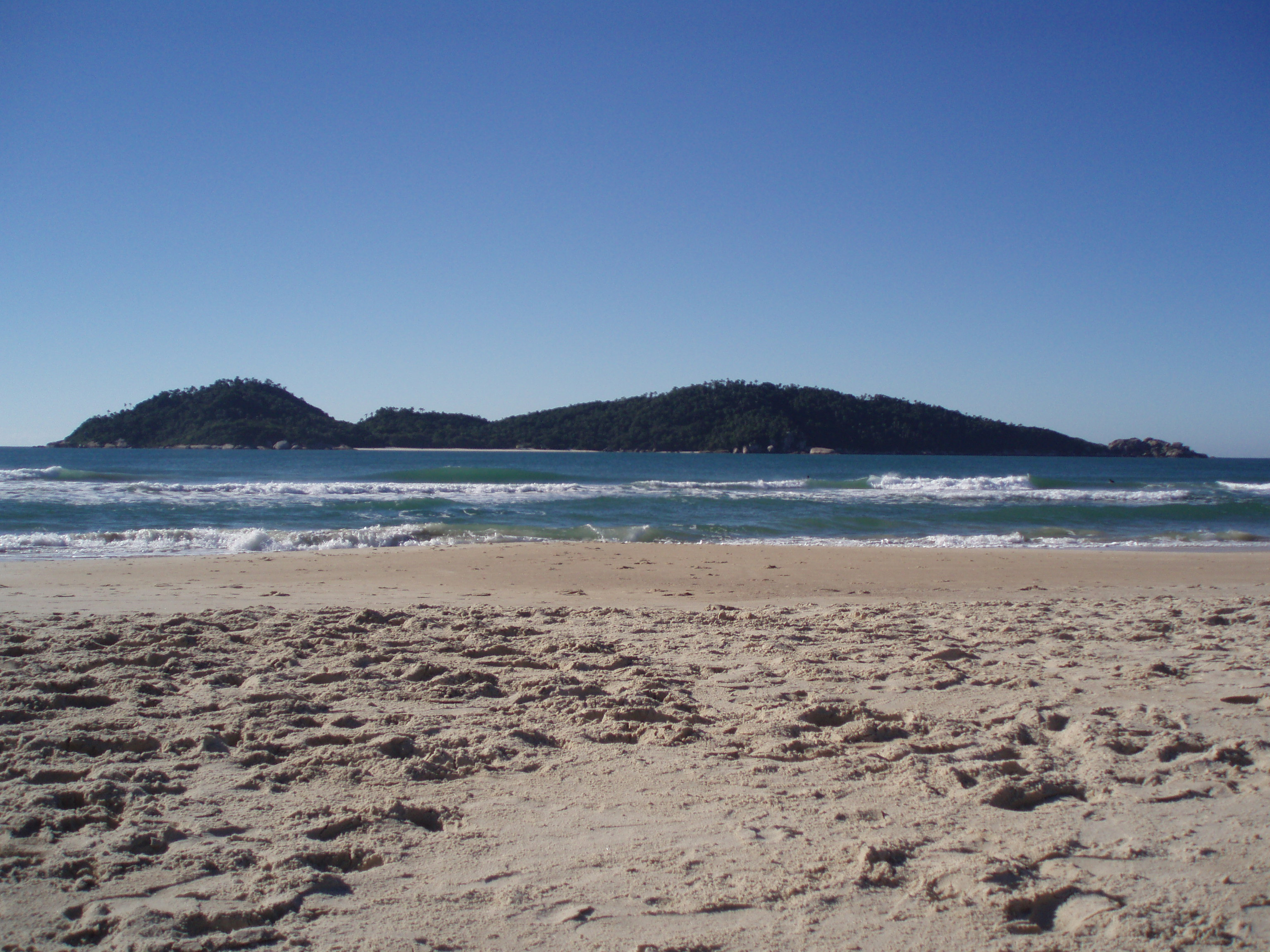
Praia do Campeche, com a Ilha do Campeche ao fundo

## Esportes
A praia é procurada por surfistas do mundo inteiro, que encontram as conhecidas "direitas", chegando a mais de um metro durante o inverno do hemisfério sul. Vários outros esportes têm lugar nesta praia, incluindo bodyboard, kytesurf, kayaking e footvoley. O trecho conhecido como Riozinho do Campeche concentra vários dos praticantes desses esportes.

## Áreas de Preservação
Toda a área de dunas e vegetação de restinga localizada ao redor da Praia do Campeche estão preservados por lei municipal desde 1985, sendo incluídas em 2018 no Parque Natural Municipal das Dunas da Lagoa da Conceição, uma importante área protegida da cidade que abriga várias espécies de animais de plantas. 

## Baleias
Também durante o inverno, principalmente entre os meses de julho e agosto, as baleias-franca (Eubalaena australis) costumam visitar a praia, que serve de berçário para a espécie.